# 1999 BP25
1999 BP25 är en asteroid i huvudbältet som upptäcktes den 18 januari 1999 av LINEAR i Socorro County, New Mexico.
Asteroiden har en diameter på ungefär 5 kilometer.